# Чемпионат малых стран Европы по волейболу среди мужчин 2025
20-й чемпионат малых стран Европы по волейболу среди мужчин (чемпионат Ассоциации малых стран ЕКВ) прошёл с 13 по 15 июня 2025 года в Серравалле (Сан-Марино) с участием 4 национальных сборных команд. Чемпионский титул в 4-й раз в своей истории выиграла сборная Сан-Марино.

## Команды-участницы
- Ирландия
- Сан-Марино
- Северная Ирландия
- Шотландия

## Формула розыгрыша
Турнир состоял из однокругового турнира, по результатам которого определена итоговая расстановка мест.
Первичным критерием при распределении мест является общее количество побед. При равенстве этого показателя в расчёт последовательно берутся количество очков, соотношение партий, мячей, результаты личных встреч. За победы со счётом 3:0 и 3:1 команды получают по 3 очка, за победы 3:2 — по 2 очка, за поражения 2:3 — по 1 очку, за поражения 0:3 и 1:3 очки не начисляются.

## Результаты
| М | Команда           | 1   | 2   | 3   | 4   | И | В | П | С/П  | О |
| - | ----------------- | --- | --- | --- | --- | - | - | - | ---- | - |
| 1 | Сан-Марино        |     | 3:2 | 3:0 | 3:0 | 3 | 3 | 0 | 12:1 | 8 |
| 2 | Шотландия         | 2:3 |     | 3:0 | 3:0 | 3 | 2 | 1 | 9:3  | 7 |
| 3 | Северная Ирландия | 0:3 | 0:3 |     | 3:0 | 3 | 1 | 2 | 3:6  | 3 |
| 4 | Ирландия          | 0:3 | 0:3 | 0:3 |     | 3 | 0 | 3 | 0:9  | 0 |

13 июня
Шотландия — Северная Ирландия 3:0 (25:19, 25:22, 25:22).
Сан-Марино — Ирландия 3:0 (25:16, 25:16, 25:19).
14 июня
Северная Ирландия — Ирландия 3:0 (26:24, 26:24, 25:22).
Сан-Марино — Шотландия 3:2 (25:22, 17:25, 20:25, 25:19, 15:13).
15 июня
Шотландия — Ирландия 3:0 (25:18, 25:16, 31:29).
Сан-Марино — Северная Ирландия 3:0 (25:11, 25:12, 25:16).

## Итоги

### Положение команд
| Сан-Марино        |
| Шотландия         |
| Северная Ирландия |
| 4. Ирландия       |

### Призёры
Сан-Марино: Марко Ронделли, Маттео Бернарди, Габриэле Джири, Давиде Гасперони, Лоренцо Бенвенути, Лука Вольпинари, Андреа Лаццарини, Николо Конти, Давиде Мацца, Давиде Баччокки, Федерико Мацца, Массимо Донини, Давиде Гараттони, Франческо Де Луиджи. Главный тренер — Роберто Паскуччи.
  Шотландия: Юэн Рамсэй, Джэк Роджер, Мэттью Эллан, Михаил Сьовас, Дэвид Мекссон, Конор Уолкер, Даниэль Пшибыльский, Коул Тёрнбулл, Юэн Фрэзер, Джон Блэк, Лиам Дарлинг, Данкэн Кармайкл, Марк Катро, Харри Орр. Главный тренер — Элли Джэк.
  Северная Ирландия: Марк Кристи, Джэк Бэйли, Джонатан Уоркмэн, Эштон Ньюуэтс, Падди Дэлли, Мика Ньюуэтс, Майлз Рейлли, Дэниэл Ливингстон, Чарлз О’Карролл, Сэмюэл Нейли, Николас Скансен, Мэттью Джэксон, Аарон Флеминг, Питер Стюарт. Главный тренер — Кэллам Грив.